# NGC 252
NGC 252 (другие обозначения — UGC 491, MCG 4-3-4, ZWG 480.7, IRAS00453+2721, PGC 2819) — галактика в созвездии Андромеда.
Этот объект входит в число перечисленных в оригинальной редакции «Нового общего каталога».
В 1998 году в галактике обнаружена сверхновая типа Ia, получившая обозначение 1998de. Вспышка произошла 19 июля 1998.
Галактика формирует пару с пекулярной спиральной галактикой NGC 260.
Галактика NGC 252 входит в состав группы галактик NGC 315. Помимо NGC 252 в группу также входят ещё 44 галактик.